# عرفان خاني
عرفان خاني (بالفارسية: عرفان خانى) هو لاعب كرة قدم إيراني في مركز الوسط، ولد في 15 أغسطس 1999 في طهران في إيران. لعب مع نادي سايبا.